# Chrysodema aurostriata
Chrysodema aurostriata es una especie de escarabajo del género Chrysodema, familia Buprestidae. Fue descrita científicamente por Saunders en 1866.